# 露西亚·柏林
露西亚·布朗·柏林（英语：Lucia Brown Berlin，1936年11月12日—2004年11月12日），美国短篇小说家。她有一小群忠实的追随者，但在她有生之年并没有接触到大众。2015年，也就是在她去世11年后，随着小说集《清洁女工手册》的出版，她在文坛声名鹊起。它在出后的第二周登上纽约时报畅销书排行榜，并在几周内超过了她之前所有书籍的总销量。

## 早期生活
露西亚·柏林出生于阿拉斯加的朱诺。因跟随采矿工程师的父亲，她的童年也漂泊不定。其家庭曾住在爱达荷州、蒙大拿州和亚利桑那州以及智利的采矿营地，露西亚在那里度过了她大部分的青春时光。成年后，她曾住过新墨西哥州、墨西哥、纽约、北加州和南加州以及科罗拉多州。

## 写作生涯
在诗人埃德·多恩的鼓励和指导下，柏林在她相对晚年开始出版她的作品。她的第一个短篇集《天使自助洗衣店》于1981年出版，但她的写作早在1960年就已完成。她一生共发表了七十六篇小说。她的一些故事刊登在大西洋和索尔·贝娄创办的高贵的野蛮人等杂志上。
她的小说《我的骑师》，赢得了1985年的杰克伦敦短篇小说奖。柏林还在1991年因《思乡》而获得美国图书奖，并获得了国家艺术基金会的奖学金。
2015年，她的短篇小说集以《清洁女工手册》为题发布。它在第一周就登上了纽约时报畅销书排行榜的第18位并在接下来的一周上升到常规排行榜的第15位。该书没有资格获得各种年终的奖项（要么因为作者已故，要么是回忆材料），但被列入了大量年终书籍榜单，包括纽约时报书评“2015年度十佳书籍“。它在ABA独立畅销书排行榜排名第14位，在《洛杉矶时报》排行榜上排名第5位。它也是柯克斯奖的决赛选手。

## 影响与教学
在她的一生中，柏林通过一系列工人阶级的工作谋生，这反映在诸如《清洁女工手册》、《急诊室笔记本》和《私人交换机》等作品中。
直到1990年代初，柏林在许多地方教授创意写作，包括旧金山县监狱和那洛巴大学的杰克凯鲁亚克无形诗学学院。她还在锡安山医院记录了老年患者的口述病史。
1994年秋天，柏林开始在科罗拉多大学博尔德分校担任访问作家的教学职位。在她的学期即将结束时，她是四名因教学卓越而获得校友关系学生组织奖的校园教师之一。“两年后获得教学奖是闻所未闻的，”英语主席凯瑟琳·埃格特后来在讣告中说。柏林被要求在两年任期结束时继续留任。她被任命为副教授，并继续在那里任教至2000年。

## 个人生活
露西亚·柏林结过三次婚，育有四个儿子。
柏林受到健康问题的困扰，包括双侧脊柱侧弯。她弯曲的脊椎刺破了她的一个肺，从1994年直到她去世，她身边都从未少了氧气罐的影子。她因病情严重无法工作而退休，后来她患上了肺癌。她在接受放射治疗时苦苦挣扎，她说这感觉就像一个人的骨头被磨成灰烬。随着她的健康和财务状况恶化，柏林搬进了波德边缘的一个拖车停车场，后来搬到了洛杉矶郊外她儿子房子后面的一个改建车库。此举让她与儿子们更亲近，呼吸也更轻松。露西亚在她68岁生日那天在玛瑞娜戴尔瑞的家中去世，手里拿着她最喜欢的一本书。

## 作品和出版物
- 《清洁女工手册》
- 《天使自助洗衣店》
- 《遗产》
- 《幻痛：十六个故事》
- 《安然无恙》
- 《思乡》
- 《再见》
- 《我现在住的地方》
- 《清洁女工手册：精选故事》
- 《天堂之夜》
- 《欢迎回家：精选照片和信件的回忆录》